# Chrysoblephus
Genre
Chrysoblephus est un genre de poissons marins de la famille des Sparidae. Il est constitué d'espèces de spares.

## Liste d'espèces
Selon FishBase (29 janv. 2016) et World Register of Marine Species (29 janv. 2016) :
- Chrysoblephus anglicus (Gilchrist & Thompson, 1908) - Spare du Natal
- Chrysoblephus cristiceps (Valenciennes, 1830) - Spare poignard
- Chrysoblephus gibbiceps (Valenciennes, 1830) - Spare gibbeux
- Chrysoblephus laticeps (Valenciennes, 1830) - Spare à selle blanche
- Chrysoblephus lophus (Fowler, 1925) - Spare à front rayé
- Chrysoblephus puniceus (Gilchrist & Thompson, 1908) - Spare élégant